# Герофант
Герофант (др.-греч. Ἡρόφαντος) — тиран Пария в конце VI века до н. э.
Во время предпринятого персидским царём Дарием I в 513 году до н. э. похода против скифов Герофант вместе с другими греческими тиранами охранял мост через Дунай. Герофант, как и остальные тираны, за исключением Мильтиада, узнав от скифов о затруднениях ахеменидского войска, согласился с мнением Гистиея из Милета, что им следует дождаться Дария, так как они правят в своих городах благодаря персам. Исторические источники не сообщают о судьбе Герофанта. Во время Ионийского восстания, по оценке Г. Берве примерно в 497—496 годах до н. э., персидский военачальник Даврис захватил несколько близлежащих городов и уже направлялся к Парию, когда узнал, что карийцы присоединились к ионянам. Тогда Даврис покинул Геллеспонт и выступил в Карию.